# Virginia V
le Virginia V est le dernier exemplaire de la Puget Sound mosquito fleet (en). C'est un bateau à vapeur qui faisait partie d'une grande flotte de petits bateaux à passagers opérant dans le Puget Sound, reliant les diverses îles à la fin du XIXe siècle et le début du XXe entre Seattle et Tacoma, de Vashon Island à la Péninsule de Kitsap.
Classé au National Historic Landmark il est exploité comme navire musée sur le Lac Union à Seattle.

## Histoire
Virginia V a été réalisé par Anderson & Company dans le Comté de Pierce dans l'État de Washington pour remplacer le Virginia IV. Il est construit en sapin d'essence locale. Lancé le 9 mars 1922 il a été remorqué à Seattle pour recevoir le moteur du Virginia IV. Le 11 mai 1922, le Virginia V a effectué son voyage inaugural de la Baie Elliott à Seattle et Tacoma, voyage qu'il effectuera jusqu'en 1938.
Il subira une tempête le 21 octobre 1934 avec la destruction des ponts supérieurs. Après une remise en travaux, il reprendra son service le 5 décembre 1934.

De 1938 à 1942, il navigue sur le fleuve Columbia de Portland à Astoria. Ses propriétaires étant en faillite, il est mis en vente pour payer les dettes.
Son nouveau propriétaire, M. Parker, l'exploite durant la Seconde Guerre mondiale sur le trajet Poulsbo à la base navale des torpilleurs de Keyport pour le transport des personnels et marchandises.
Après la guerre, il sert comme bateau d'excursion dans la Puget Sound.

## Navire musée et navigation
En 1948 est créée la Puget Sound Maritime Historical Society (en) (PSMHS) à Seattle pour la préservation du patrimoine maritime. Le Virginia V continue à naviguer pour des excursions.
En 1954, il est racheté par le capitaine Phillip Luther de la Puget Sound Excursion Lines. En 1956, il est acquis par Chartles McMahon qui le fait restaurer.
En 1968, un groupe de passionnés de bateau à vapeur crée la  Northwest Steamship Company et rachète le Virginia V. En 1973, il est inscrit au Registre national des lieux historiques. Son exploitation devenant de plus en plus difficile, la Steamer  Virginia V Foundation est créée en 1976 pour acquérir le steamer en vue de sa préservation future. Une longue restauration est entreprise de 1995 à 2001.
Depuis 2002, Virginia V navigue pour des excursions publiques et des festivals maritimes locaux et peut aussi être loué pour des évènements privés.